# Mesocyclops crassus
Mesocyclops crassus is een eenoogkreeftjessoort uit de familie van de Cyclopidae. De wetenschappelijke naam van de soort is voor het eerst geldig gepubliceerd in 1853 door Fischer.